# Harald Scavenius
Harald Roger Scavenius, född 27 maj 1873 på Gjorslev, död 24 april 1939 i Haag, var en dansk diplomat och politiker. Han var son till Jacob Scavenius.

## Biografi
Scavenius blev 1900 magister och samma år assistent i utrikesdepartementet samt 1904 legationssekreterare i Sankt Petersburg, förflyttades 1909 till Paris och 1911 till London, men återvände 1912 som envoyé till Sankt Petersburg. Han kvarstannade där till december 1918 och var den siste diplomat i sändebudsställning, som lämnade Ryssland efter oktoberrevolutionen. Därefter försökte han i Västeuropa åstadkomma en samfälld aktion mot bolsjevismen.
Scavenius blev i maj 1920 utrikesminister i Niels Neergaards ministär och avslutade förhandlingarna med Tyskland i gränsfrågan genom traktaten av den 10 april 1922. Däremot avböjde han att sluta handelsavtal med Sovjetunionen. Han avgick oktober 1922 från utrikesministerposten, blev 1923 sändebud i Rom samt 1928 i Haag och Bern.

## Utmärkelser
- Kommendör med stora korset av Vasaorden, 1921.[1]